# Stockholm Syndrome (album)
Stockholm Syndrome è il quarto album della rock band svedese Backyard Babies. È stato pubblicato nel 2003.

## Tracce
1. Everybody Ready?!
2. Earn The Crown
3. A Song For The Outcast
4. Minus Celsius
5. Pigs For Swine
6. One Sound
7. Say When
8. Year By Year
9. Friends
10. Be Myself And I
11. You Tell Me You Love Me You Lie